# Retablo de San Marcos
El retablo de San Marcos (también conocido como Madonna y los santos ) es una pintura del pintor italiano de principios del Renacimiento, Fra Angelico, que se encuentra en el Museo de San Marcos de Florencia, Italia. Fue encargado por Cosme de Medici el Viejo, y se completó en algún momento entre 1438 y 1443. Además del panel principal que representa a la Virgen y el Niño entronizados rodeados por ángeles y santos, había 9 paneles de predela que lo acompañaban, narrando la leyenda de los santos patrones, los santos Cosme y Damián. Solo queda el panel principal en el Convento de San Marcos, Florencia, Italia, hoy, junto con dos paneles de predelas que representan a los santos que fueron comprados para el museo en 2007. El Retablo de San Marcos es conocido como uno de los mejores cuadros del Renacimiento temprano por su uso de metáforas y perspectivas, trampantojo, y el entrelazamiento de temas y símbolos religiosos dominicos con mensajes políticos de su época. 

## Origen
Cuando la Orden Dominicana reclamó la propiedad de la iglesia y el monasterio de San Marcos, observaron de que los edificios habían sido descuidados y necesitaban ser renovados. Cosme de Medici y su hermano Lorenzo di Giovanni de Medici se encargaron de contratar al arquitecto Michelozzo para reconstruir el monasterio. Como era costumbre, volvieron a dedicar la iglesia para incluir a los santos patrones, los santos Cosme y Damián, así como al epónimo original, San Marcos. Después de adquirir los derechos de patrocinio del coro y el altar mayor en 1438, los hermanos Medici ejecutaron sus planes para reemplazar el retablo existente de Lorenzo di Niccolò con uno propio. Cosme de Medici encargó a un fraile de la comunidad dominica con el nombre de Fra Angelico que pintara el nuevo retablo, así como frescos adicionales en las celdas, pasillos y el claustro del monasterio reconstruido. Pero los Medici no solo ganaron los derechos del monasterio de San Marcos, sino también de otras iglesias, extendiendo su presencia territorial a lo largo de la Via Larga, en el otro extremo de la cual se encontraban sus residencias familiares, e incluso patrocinaron la Fiesta de los Magos, una actuación extravagante del viaje de los Magos desde el Palacio de Herodes en Jerusalén hasta el establo en Belén. Para los Medici, la fiesta era más un instrumento político que cualquier otra cosa. Los florentinos acudían a San Marcos para ver el verdadero Retablo de San Marcos durante el desfile de la Festa de los Magos cuando los " Tres Reyes " llegan para rendir homenaje al Niño Jesús. El reinado de los Medici sobre San Marcos y el patrocinio de Come no fueron solo expresiones de la observancia dominica, sino también un punto de apoyo para el desarrollo político. 

## Descripción

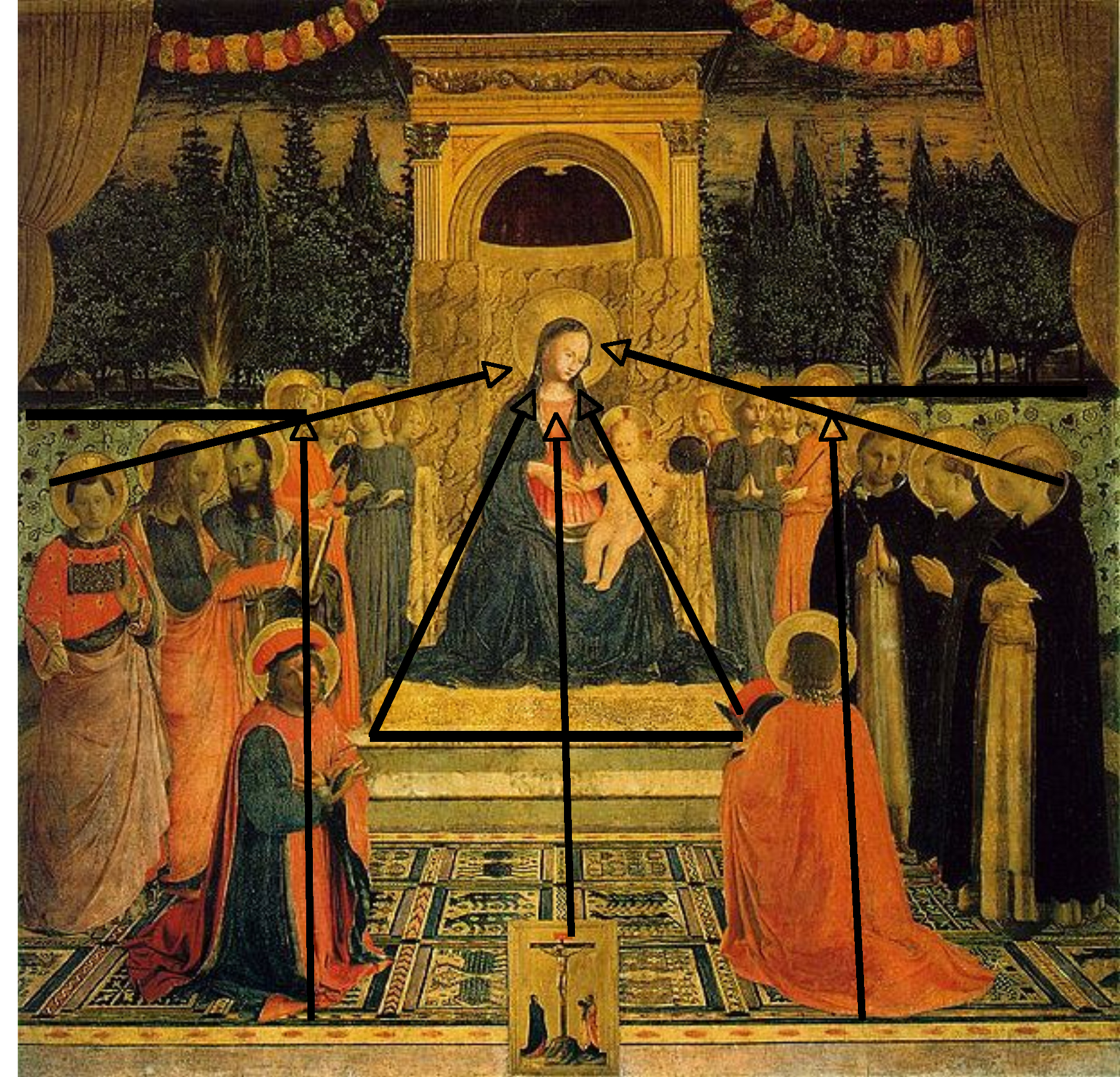
Líneas del retablo de San Marcos

El retablo de San Marcos muestra un retrato de la Virgen y el Niño sentados en un trono rodeado de santos y ángeles. Los elementos formales son innovadores para un retablo de esa época de la Virgen y el Niño, ya que la posición de los personajes crea un espacio profundo y lógico frente al fondo del paisaje. La cortina bordada de granadas de detrás de la Virgen y el Niño establece una línea horizontal distinta que separa los eventos representados en la pintura del paisaje que está representado detrás de ella. El retablo está situado en un panel rectangular único, algo que se inventó entonces, lo que ayuda a convertir una pintura de caballete típica en la imagen principal del retablo. Representar las figuras establecidas en un espacio pictórico coherente fue también una nueva técnica empleada por Angelico. Mientras el panel está parcialmente cubierto por los santos y los ángeles, hay una línea definida creada por los cuadrados que se van retirando en la alfombra del primer plano, lo que agrega profundidad al cuadro. El uso del espacio por parte de Angélico es excepcional, ya que crea una sensación de equilibrio en ambos lados de la Virgen y el Niño, pero también deja espacio disponible en la alfombra par acercarse a la Virgen y el Niño para que el espectador no se sienta bloqueado o abrumado. Esta simetría y orden permitirían a los fieles ver claramente la pintura desde lejos. También emplea efectos naturalistas de la luz y el color combinados con varios colores y patrones. Los colores naturales contribuyen a la tez ligeramente más oscura de la pintura, que puede acentuar la santidad sagrada del momento. El uso de los colores tradicionales rojos y azules de la Virgen y los santos Cosme y Damián son notables. Al vestir tanto a los santos arrodillados como a varios de los ángeles en rojo, Angelico crea un vínculo vertical y una mayor estabilidad geométrica. La simetría resultante de las figuras y los colores permite al espectador acercarse y crear un movimiento suave y continuo de una figura a otra, llegando finalmente a la Virgen y el Niño en el centro. A la derecha, San Damián se arrodilla en un ángulo hacia el centro alabando a la Virgen y al Niño, lo que atrae los ojos del espectador hacia el punto de fuga del cuadro en la barbilla de la Virgen. La Virgen y el Niño se presentan precisamente en los puntos de intersección de los ejes vertical y horizontal y se colocan en tampantojo sobre la representación de la crucifixión de Angelico. Se puede criticar a Angelico por su uso imperfecto de la escala. Aunque están sentados en un pedestal, la Virgen y el Niño no parecen ser mucho más grandes que el resto de los personajes, lo que muestra una falta de escala que distinga a los sujetos principales de los otros mortales. En todo caso, la Virgen y el Niño deberían ser más pequeños debido a su mayor distancia del espectador. Si bien crea una sensación de profundidad, la distancia para acercarse al trono es mínima, lo que algunos historiadores perciben como una falta de admiración por las figuras sagradas. El retablo se ve así como una desviación radical de los modelos frágiles conocidos en el arte dominico. También se debe tener en cuenta que el Retablo de San Marcos es uno de los primeros ejemplos de la sacra conversazione ( conversación sagrada), un tipo de imagen que muestra a la Virgen y el Niño entre los santos en un espacio unificado y en un único campo pictórico, en lugar de separarlos por completo.

## Santos
Los santos juegan un papel integral en la estructura del retablo. Los dos santos médicos patronos, san Cosme y san Damián, son interpretados como los intercesores entre la Virgen y el Niño. Los santos se arrodillan inmediatamente en el primer plano, siendo más grandes que las figuras restantes y manifestando así su importancia. San Cosme se ve como la figura principal del interlocutor porque refleja la mirada del espectador al estar mirando directamente a este. Esto establece un sentido de accesibilidad a la pintura por parte del espectador. La representación de San Cosme rinde homenaje a Cosme de Medici, ya que ha sido identificado como un retrato del propio Cosme. A la derecha, San Damián tiene la postura arrodillada esperada de un devoto dominico que muestra una devoción reverente. Su posición, como está escrito arriba, ayuda a contribuir al camino visual del espectador hacia el centro de la pintura. Si uno mira con atención, los santos Cosme y Damián forman dos bases de un triángulo cuyo vértice es la Virgen y el Niño. En el extremo izquierdo, San Lorenzo, que representa al hermano de Cosme, Lorenzo, también mira hacia el espectador como una invitación al espacio sagrado de la Virgen y el Niño. También representa al difunto hermano de Cosme, Lorenzo. Junto a san Lorenzo se encuentra san Juan Evangelista que representa tanto al padre de Cosme, Giovanni di Bicci de Medici como al propio hijo de Cosme Giovanni de Medici. San Marcos, el patrono de la iglesia, se ve junto a San Juan Evangelista sosteniendo un códice abierto sobre la cabeza de san Cosme. El lado derecho de la pintura muestra a santo Domingo, el más cercano a la Virgen, y san Pedro de Verona, más cercano al espectador, como el segundo santo dominico representado. El santo central en el lado derecho es san Francisco, que representa al hijo mayor de Cosme, Piero, y probablemente al hijo de Lorenzo, Pier Francesco.

## Metáforas y perspectiva
Dos metáforas de perspectiva utilizadas en el retablo de San Marcos son la ventana abierta y el espejo. La metáfora abierta de la perspectiva de la ventana implica continuidad entre el espacio real y el espacio de la imagen y, de manera similar, la metáfora del espejo divide lo real y lo imaginario, sugiriendo una correspondencia entre el mundo del espectador y el mundo ficticio de la pintura. Las cortinas ficticias en las esquinas superiores de la pintura, por ejemplo, llaman la atención sobre la superficie. Al desvelar las cortinas pintadas, Angélico atrae al espectador a la pintura como si fuera una audiencia viendo una actuación. Sin embargo, al mismo tiempo, el hecho de que las cortinas estén presentes traza una línea entre observar el cuadro y entrar en escena. La pax que retrata la crucifixión de Jesús es un uso ejemplar de trampantojo. Como en la mayoría de las otras pinturas que emplean esta técnica, Angelico hace que parezca que la pax realmente reside en el plano de la imagen. Es una clara señal que permite al espectador acercarse a la pintura, pero solo hasta cierto punto. Refuerza la verosimilitud del espacio tridimensional detrás de él, creando simultáneamente bordes y bloqueando el acceso al espacio ficticio y celestial de la pintura. El reflejo, como lo ejemplifican los santos, ayuda a establecer una correlación entre el mundo del coro y las imágenes en la pintura misma. Como se mencionó anteriormente, los santos en primer plano imitan el resplandor del espectador hacia el punto de fuga, marcando así la presencia de los espectadores, pero solo temporalmente. Cuando san Cosme mira hacia el espectador, reconoce la presencia de este, pero, sin embargo, hay un límite entre el espectador y la escena divina. En otras palabras, tanto el mundo real como el ficticio están conectados y los del mundo real están invitados a observar, pero no participar plenamente en el mundo celestial ideal.

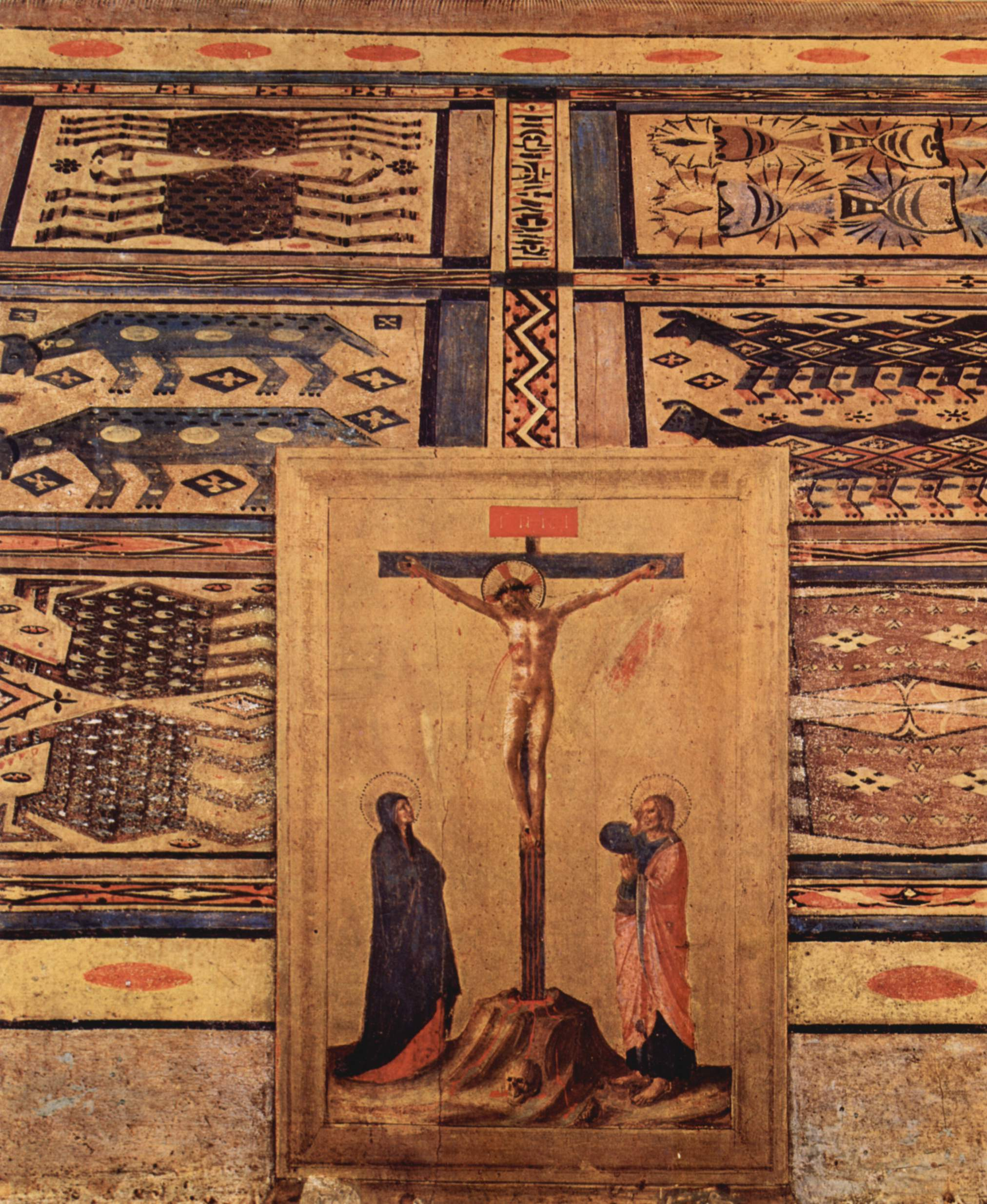
Detalle de la crucifixión pax.

## Símbolos
En los orígenes de la Orden Dominica, solo se permitían crucifijos esculpidos o pintados en los retablos. El crucifijo seguía siendo un componente fundamental de los muebles del altar, ya que representaba el paralelo más cercano a la acción de la Misa y la consagración del cuerpo y la sangre de Cristo. El fondo dorado, la figura arcaísta y el marco casi dorado de la crucifixión del retablo de san Marcos aclaran que se supone que se debe ver como una pintura separada. El hecho de que realza el naturalismo del trabajo detrás de él debido a su apariencia como otra pintura, no una parte real de la escena, lo convierte en un ejemplo perfecto de tampantojo. Además de la crucifixión en sí, su ubicación en relación con las predellas a continuación juega un papel importante. Angelico colocó la predela Entombment of Christ directamente debajo de la crucifixión en el panel principal, lo que le da al retablo una función eucarística. El posicionamiento conecta la crucifixión y el entierro de forma temática y visual, de modo que uno suceda al otro. La pax de la crucifixión también puede aludir a una conexión entre los santos Cosme y Damián, ya que ellos también fueron condenados a la cruz, como se muestra en el extremo derecho de la predela. La comparación de Cristo con los santos patrones eleva a estos en un pedestal. La pax, gracias al efecto trmpantojo, recuerda al espectador que los mundos del Hombre y Cristo están conectados. A través de la combinación de insinuaciones religiosas y políticas, Angelico elogia a la familia Medici, insinuando que la Divina Voluntad determinó sus fortunas políticas en la ciudad sobre la cual Cosme ejercía cada vez más control. 

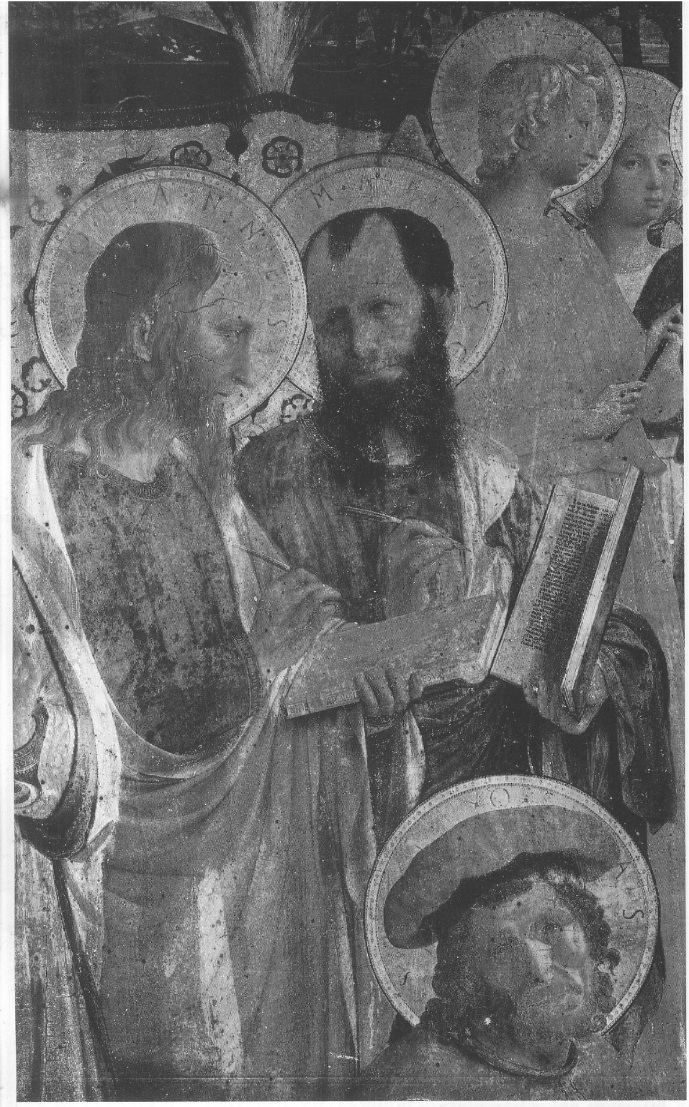
Detalle de san Marcos sosteniendo el Evangelio de Marcos sobre la cabeza de San Cosme.

Se representa a San Marcos sosteniendo un códice abierto directamente sobre la cabeza de san Cosme. El libro es un símbolo muy importante ya que vincula a los dos santos con los discípulos originales de Jesús. El libro está abierto en el Capítulo 7 del evangelio de Marcos, en el que el evangelista relata cómo Jesús predicó en la sinagoga y provocó asombro. Una línea en el capítulo dice: "Y ellos [los apóstoles] ungieron con aceite a muchos que estaban enfermos y los sanaron". No es una mera coincidencia que Angelico colocara este texto curativo sobre la cabeza de San Cosme. Como médicos santos con habilidades de sanación, los santos Cosme y Damián están vinculados como discípulos de Jesús. Angélico usa el texto en su retablo de manera expansiva y alusiva, yendo más allá de los versos realmente inscritos en la pintura. 
El paisaje y las guirnaldas de rosas también tienen un componente litúrgico. El capítulo 24 de Sirach dice: "Crecí como un cedro en el Líbano y como un ciprés en los montes del Hermón. Fui exaltado como una palmera en Cades y como una rosa en Jericó, y como un buen olivo en un campo agradable, y crecí como plátano en las plazas junto al agua ". El paisaje pintado contiene varios árboles: palmeras, cipreses, naranjos y granados. Las rosas mencionadas en el texto cuelgan en el retablo, casi por un hilo invisible. En la parte posterior, colinas suaves de terciopelo rodean la orilla de un ancho y apacible mar que se extiende desde un cielo lleno de nubes hasta el horizonte, justo por encima de la Virgen María y el Niño. Seguramente se puede inferir que el paisaje no se pintó como lo fue con fines estéticos simples, sino para conectarlo también al texto litúrgico de Sirach. 

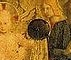
Detalle del orbe que Jesús tiene en su mano izquierda.

En el centro de la imagen, el niño desnudo de Cristo es representado como el Rey de reyes y el Gobernante divino en su trono. Su dependencia del apoyo físico en su madre es casi ambigua. Jesús levanta su mano derecha en bendición y un orbe en su mano izquierda. La mano derecha de Jesús, como se ve en muchas otras obras religiosas, bendice a todos los que dirigen sus oraciones y atención hacia él, incluidos los miembros del coro; significa su autoridad. Su mano izquierda sostiene el orbe real. Este orbe es un mapa del mundo y, tras una estrecha inspección, se puede ver que la Tierra Santa está marcada por una estrella en el orbe. Esto ejemplifica la lealtad que uno tendría hacia Jesús y la fe que uno tendría en su conocimiento de la tierra y cómo debe ser dirigida. 
Las cortinas y rosas que aparecen en las esquinas superiores del retablo también son muy significativas. Las cortinas dibujadas se retiran más allá de los lados del marco, revelando literalmente lo que se oculta detrás. Pero debido a que las cortinas no están completamente cerradas, se puede especular que esta imagen ficticia del cielo no se debe dar por sentada porque, en cualquier momento, las cortinas pueden cerrarse. Del mismo modo, las guirnaldas colgantes de rosas blancas, rosas y rojas enfatizan la escena delicada y transitoria. Así como las flores mueren sin agua, la escena puede desaparecer si no se aprecia lo suficiente. 
La rica y elegante alfombra de Anatolia que adorna el recinto real lleva el borde amarillo marcado alrededor del rojo palle Medici. También presenta el Cáncer zodiacal y Piscis, posiblemente simbolizando el principio y el final del Concilio de Florencia. La alfombra es solo otra forma en que los Medici podrían hacer su declaración de poder político a través del arte religioso. 

## Significado religioso
Fra Angelico planeó la iconografía del Retablo de san Marcos en torno a temas dominicos. Dentro de la pintura, Angelico hace referencia a las prácticas de la misa dominica. Así como el diácono y el subdiácono se arrodillaban mientras ayudaban al sacerdote dominico durante la misa, los santos Cosme y Damián se arrodillan en este retablo. El sacerdote también se pararía en el centro del altar durante la misa para recrear el sacrificio de Cristo. Angelico incorpora esta práctica religiosa a través de la pax dirigida verticalmente de Cristo crucificado en el centro para guiar a los ojos del espectador a María sosteniendo a Jesús. Los santos que rodean a la Virgen y el Niño parecen representativos de la Congregación dominica en general. 
Los retablos dominicos subrayaron tradicionalmente la relación de la Orden Dominica con Cristo y los apóstoles. Los dominicos vieron a Cristo como un intermediario en la relación entre el hombre y Dios. En Diálogo, la dominica Santa Catalina de Siena escribió: "Cristo es un puente que se extiende desde el cielo a la tierra, uniendo la tierra de la humanidad del hombre con la grandeza de la Deidad". La crucifixión, que como se mencionó anteriormente se usa para permitir que el espectador se acerque a la pintura hasta cierto punto, también une la Pasión de Cristo y el mundo de Dios con el mundo del Hombre. Enfatiza la lejanía del reino pintado, pero también la posibilidad de trascender a través de Cristo y el sacrificio. 
El Himno para Maitines es otro texto al que Angelico alude en la pintura. El himno dice: "El que hizo todas las cosas tuvo el mundo entero en sus manos, incluso mientras estaba en el vientre de su madre". La posición del niño en el retablo de San Marcos está conectada a este texto. Cuando Jesús se sienta desnudo en el regazo de su madre y agarra el orbe real y el mapa del mundo en su mano izquierda, se le da una sensación de infancia vulnerable como si aún dependiera de su madre en su vientre, pero de todos modos, literalmente, posee el Mundo en sus manos, no importa lo joven que sea. 
Santo Tomás de Aquino, uno de los más grandes dominicos, compuso la frase en latín, Contemplata Aliis Tradere, que se traduce como "Contemplad lo que vais a predicar a los demás". El códice abierto de San Marcos, que habla acerca de cuando Cristo envía a sus discípulos a predicar, se relaciona con este texto. San Marcos vuelve los aspectos estrictamente teológicos y litúrgicos del retablo ("cosas contempladas") hacia su fin en la predicación ("se lo pasa a otros"). Santo Tomás también dijo que el sacramento de la Eucaristía crea una comunidad espiritual que es una versión imperfecta de la que disfrutan los santos en el cielo, que recuerda mucho el diseño del Retablo mayor de San Marco. 
Las alusiones directas a las prácticas dominicas y otros símbolos religiosos complementan la observación de Vasari de que los símbolos y figuras artísticas de Fra Angelico expresan la profundidad y sinceridad de su piedad cristiana. 

## Restauración
El retablo de San Marcos se enfrentó a una importante limpieza en el siglo XIX. La limpieza con soda cáustica, frotando la superficie de la pintura hasta la pintura inferior. Esto hizo que la pintura perdiera gran parte de su esmalte que impartía los matices de la luz y el color. Se eliminaron todas las modulaciones sutiles de color y luz utilizadas por Angélico para realzar el patetismo de las caras como la de San Lorenzo.  Además, como lo indica Angelico de otras maneras, el barnizado fue una técnica utilizada para crear otro límite entre el mundo real y la ilusión pictórica.

## Otras lecturas
- Ames-Lewis, Francis. Los primeros medici y sus artistas. Londres: Birkbeck College, 1995.
- Nygren, Barnaby. "El retablo de San Marcos de Fra Angelico y las metáforas de la perspectiva". La fuente. Otoño 2002, v.22.1, p.   25-32.
- Douglas, Robert Langton. Fra Angelico. Londres: G. Bell and Sons, 1997.
- Rab Hatfield, "La Compagnia de 'Magi", Revista de los institutos Warburg y Caurtauld 33 (1970)
- Hood, William. Fra Angelico en San Marco. New Haven: Yale University Press, 1993.
- Miller, Julia Isabel. "El patrocinio de Medici y la iconografía del retablo de San Marco de Fra Angelico" Studies in Iconography 1987, v.11, p.   1-13.
- Miller, Julia Isabel. Principales retablos florentinos de 1430 a 1450 (Italia) . Nueva York: Universidad de Columbia, 1984.
- Saward, John. La belleza de la santidad y la santidad de la belleza: el arte, la santidad y la verdad del catolicismo. San Francisco: Ignatius Press, 1997. Meditación teológica extendida del retablo de San Marcos.
- Stockstill, Wendy Leiko. "Cosme de Medici y su búsqueda de la salvación como se ve en el monasterio de San Marcos, la Capilla del Palacio de los Medici y la Iglesia de San Lorenzo" California: California State University, Long Beach, 2008.
- Strehlke, Carl Brandon, "El trabajo revisado de Fra Angelico en San Marcos", The Burlington Magazine Vol. 135, No. 1086, Sep 1993 pp.   634–636
- Contenido mencionado anteriormente compilado por Loren Berman, Universidad de Columbia, 23 de abril de 2009 *